# Saproscincus eungellensis
Saproscincus eungellensis — вид сцинкоподібних ящірок родини сцинкових (Scincidae). Ендемік Австралії.

## Поширення і екологія
Saproscincus eungellensis мешкають в горах хребта Кларка на сході центрального Квінсленду. Вони живуть у вологих гірських тропічних лісах, біля струмків, водоспадів і скель. Зустрічаються на висоті від 700 до 1200 м над рівнем моря, переважно на висоті від 800 до 900 м над рівнем моря.